# 검파두식

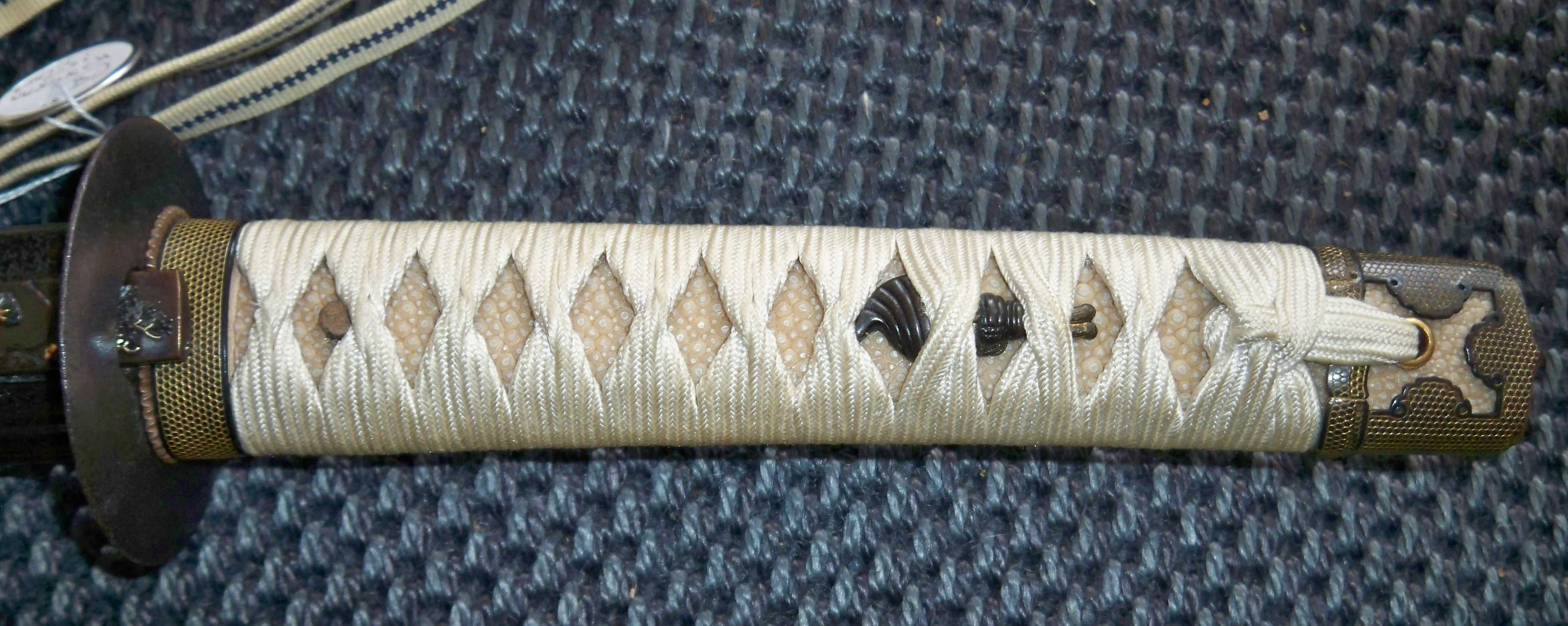
일본도의 칼자루. 오른쪽 끝의 검파두식의 크기가 칼자루 굵기와 거의 차이가 없다.

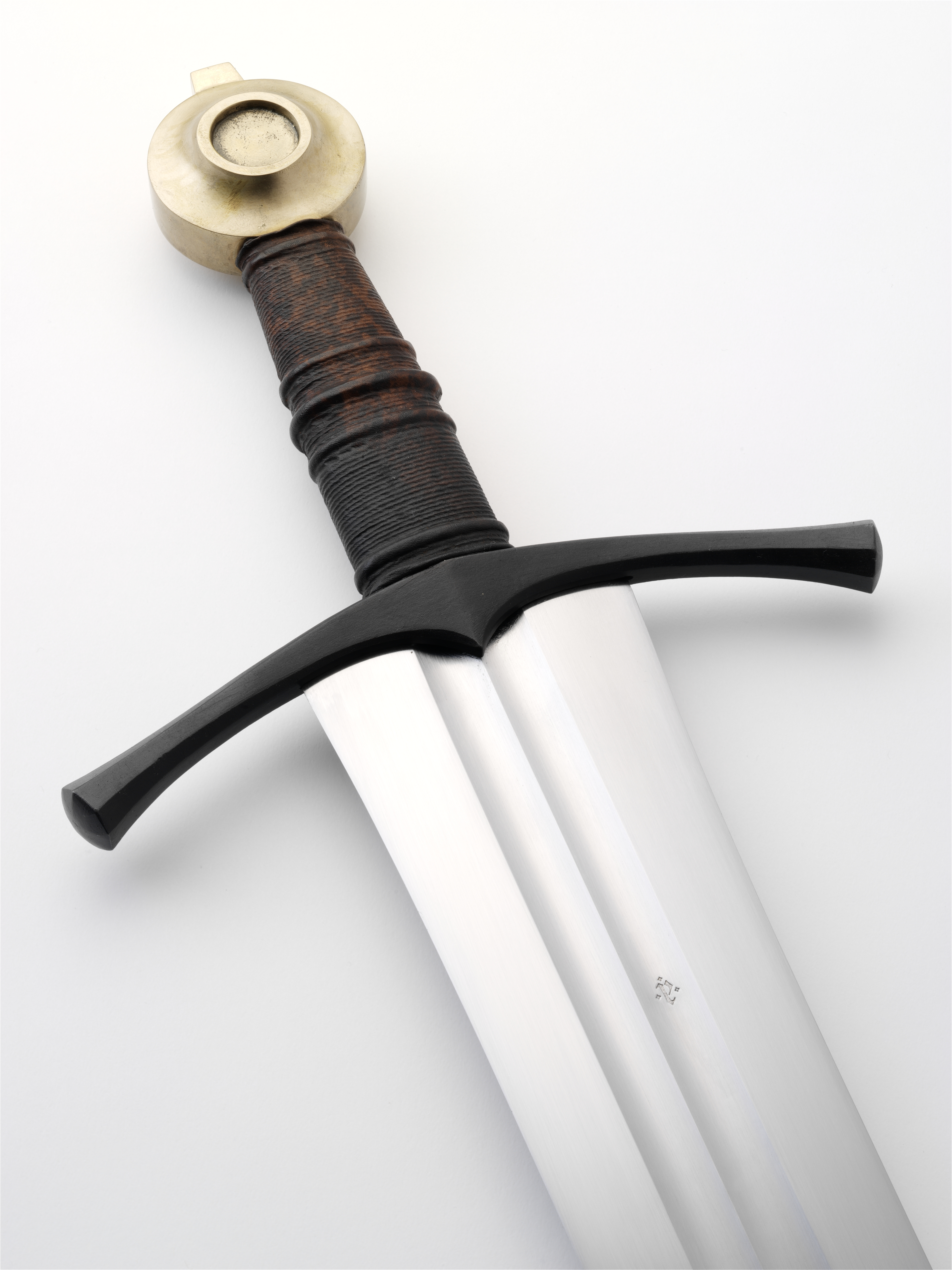
중세 유럽 무장검의 칼자루. 검파두식이 크고 묵직하다.

검파두식(劍把頭飾)은 도검의 칼자루 끝에 부착하는 물건이다. 일본에서는 병두(일본어: 柄頭 つかがしら[*]), 서양에서는 폼멜(pommel)이라고 불렀다.
동양의 도검은 칼자루의 굵기와 비교한 검파두식의 크기가 그렇게 크지 않았으나, 서양 도검의 검파두식은 상당히 크고 무겁다. 이는 칼자루가 짧은 서양 도검을 휘두르면서 손에서 자루가 빠져나가는 것을 막고, 검의 균형을 맞춰 한손으로 사용하는 것을 가능하게 한다. 더불어 육박전에서 검파두식을 내리찍어 칼자루를 둔기로 사용할 수 있도록 한다.